# Movistar Arena
Movistar Arena – hala widowiskowo-sportowa w Santiago, stolicy Chile. Obiekt położony jest na terenie parku O’Higgins i może pomieścić 16 000 widzów. Budowę hali rozpoczęto w 1956 roku z myślą o III Mistrzostwach Świata w koszykówce, których organizacja przypadła Chile. W tym samym roku Chile otrzymało także prawo do organizacji VII piłkarskich Mistrzostw Świata, co spowodowało przesunięcie środków na inwestycje związane z tą imprezą. Budowę nowej hali, która była już w zaawansowanym stadium konstrukcji, wstrzymano. Wymusiło to przesunięcie organizacji koszykarskich mistrzostw świata z jesieni 1958 roku na styczeń 1959 roku; zawody te rozegrano ostatecznie na otwartych przestrzeniach, a planowaną arenę zastąpił Estadio Nacional. Przez kolejne lata obiekt niszczał; częściowo do użytku doprowadzono go dopiero pod koniec XX wieku, a pierwszą imprezą, jaka się w nim odbyła był mecz Pucharu Davisa pomiędzy Chile i Argentyną w kwietniu 2000 roku. Zawody jednak skończyły się skandalem po tym, jak z powodu zamieszek wywołanych przez miejscowych kibiców mecz został przerwany. Ostatecznie halę ukończono w latach 2005–2006 i otwarto wiosną 2006 roku. W 2008 roku na mocy umowy sponsorskiej z operatorem sieci telefonii komórkowych Movistar zmieniono nazwę obiektu na Movistar Arena (wcześniej hala znana była jako Arena Santiago).